# La historia continúa... parte IV
La historia continúa ...parte IV es un álbum recopilatorio lanzado por Marco Antonio Solís el cual fue publicado el 24 de enero del 2012

## Lista de canciones
Todas las canciones son escritas y compuestas por Marco Antonio Solís.
| N.º | Título                    | Duración |  |
| 1.  | «¿A Dónde Vamos a Parar?» | 3:49     |  |
| 2.  | «Tú Me Vuelves Loco»      | 3:22     |  |
| 3.  | «No Puedo Olvidarla»      | 4:05     |  |
| 4.  | «Mi Mayor Sacrificio»     | 4:04     |  |
| 5.  | «Muévete»                 | 3:36     |  |
| 6.  | «Resignación»             | 3:49     |  |
| 7.  | «Extrañándote»            | 4:10     |  |
| 8.  | «No Molestar»             | 4:25     |  |
| 9.  | «Hasta Cuando»            | 3:50     |  |
| 10. | «Tú Otra Vez»             | 3:59     |  |
| 11. | «Si no te hubieras ido»   | 4:49     |  |
| 12. | «Te Voy a Esperar»        | 3:45     |  |
| 13. | «Quién Sabe Tú»           | 3:30     |  |
| 14. | «Deséame Suerte»          | 3:10     |  |
| 15. | «Hay de Amores a Amores»  | 3:52     |  |
| 16. | «Él Nunca Te Olvida»      | 3:49     |  |
| 17. | «Razón de Sobra»          | 4:10     |  |
| 18. | «Que Pena Me Das»         | 4:10     |  |